# Abigail Scott Duniway
Abigail Scott Duniway (22 de octubre de 1834– 11 de octubre de 1915) fue una sufragista, editora de periódicos y escritora estadounidense.

## Biografía

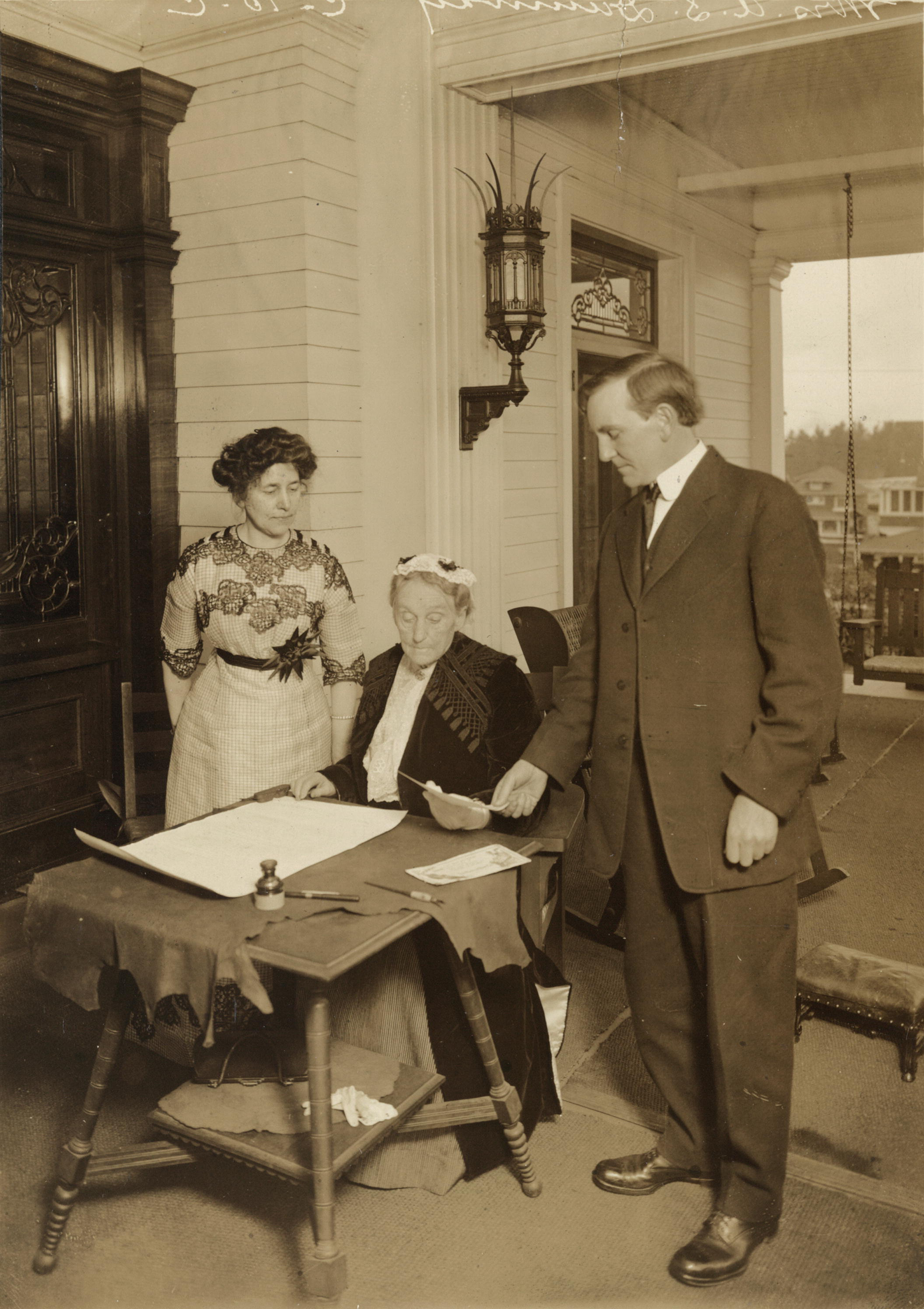
Duniway (sentada) con el Gobernador Oswald West, firmando la enmienda de sufragio de las mujeres.

Duniway nació con el nombre de Abigail Jane Scott cerca de Groveland, Illinois. Sus padres fueron John Tucker Scott y Anne Roelofson Scott y fue la segunda de sus nueve hijos. Creció en la granja familiar, yendo a la escuela de forma intermitente. En marzo de 1852 la familia emigró a Oregón en un largo viaje de 3900 km y con la oposición de su madre, preocupada por su salud. En octubre, la familia llegó a su destino, Lafayette, en el Willamette Valley, pero la madre y uno de los hijos pequeños fallecieron en el trayecto. 
El matrimonio trabajó hasta 1857 unas tierras en el Condado de Clackamas hasta que se trasladaron a una granja cercana a Lafayette. Sin embargo perdieron esa granja y además Benjamin quedó incapacitado por un accidente por lo que Abigail quedó como único sostén de la familia. Al principio, enseñó en una pequeña escuela en Lafayette hasta que en 1866, se traslada a Albany donde enseñó en un colegio privado durante un año, cuando abrió una tienda de complementos que funcionó durante cinco años. Enfadada por las historias de injusticia y maltrato que le contaban sus clientas casadas, se trasladó a Portland en 1871 para fundar The New Northwest, un semanario dedicado a los derechos de las mujeres, incluyendo el de sufragio. Publicó el primer número el 5 de mayo de 1871; el semanario se siguió editando durante 16 años.
Scott Duniway tuvo que superar diferentes contratiempos en su carrera como editora: su pobre salud, problemas de dinero, la oposición política a sus ideas y hasta la oposición de su hermano Harvey W. Scott, que también editaba un periódico en Portland, El Oregonian.
Su insistencia tuvo su recompensa en 1912 cuando Oregón se convirtió en el séptimo estado en los EE. UU. en aprobar el sufragio femenino.  El Gobernador Oswald West la convocó para escribir y firmar la proclamación de sufragio igualitario. Fue la primera mujer en registrarse para votar en el Condado de Multnomah.
Está enterrada en el cementerio de River View en Portland.

## Publicaciones

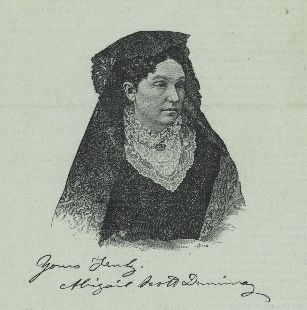
Un grabado de Duniway a la mitad de su carrera. Su firma aparece debajo del grabado.

Obras de Duniway publicado por otros:
- Captain Gray's Company, or Crossing the Plains and Living in Oregon. Portland, Oregon: S. J. McCormick, 1859.
- David and Anna Matson. New York: S.R. Wells & Co., 1876. OCLC 4826144
- From the West to the West: Across the Plains to Oregon. Chicago: A.C. McClurg, 1905.
- My Musings. Portland, Oregon: Duniway Publishing Co., 1875.
- Path Breaking: An Autobiographical History of the Equal Suffrage Movement in Pacific Coast States, 2nd ed. Portland, Oregon: James, Kerns & Abbott, 1914. Reprint New York: Schocken Books, 1971.
- "The Stage Driver's Story." Phrenological Journal. August 1879, pp. 85–90.

Seriales publicados en el New Northwest:
- Judith Reid: A Plain Story of a Plain Woman. May 12 – December 22, 1871.
- Ellen Dowd: The Farmer's Wife (in two parts). January 5, 1872 – September 26, 1873.
- Amie and Henry Lee: or, The Spheres of the Sexes. May 29 – November 13, 1874.
- The Happy Home: or, The Husband's Triumph. November 20, 1874 – May 14, 1875.
- One Woman's Sphere, or The Mystery of Eagle Cove. June 4 – December 3, 1875.
- Madge Morrison, The Molalla Maid and Matron. December 10, 1875 – July 28, 1876.
- Edna and John: A Romance of Idaho Flat. September 29, 1876 – June 15, 1877.
- Martha Marblehead: The Maid and Matron of Chehalem. June 29, 1877 – February 8, 1878.
- Her Lot, or How She Was Protected (later revised in manuscript form as Ethel Graeme's Destiny: A Story of Real Life). February 1 – September 19, 1878.
- Fact, Fate and Fancy: or, More Ways of Living Than One. September 26, 1878 – May 15, 1879.
- Mrs. Hardine's Will. November 20, 1879 – August 26, 1880.
- The Mystery of Castle Rock , A Story of the Pacific Northwest. March 2 – September 7, 1882.
- Judge Dunson's Secret, An Oregon Story. March 15 – September 6, 1883.
- Laban McShane, A Frontier Story. January 3 – March 6, 1884.
- Dux: A Maiden Who Dared. September 11, 1884 – March 5, 1885
- The De Launcey Curse: or, The Law of Heredity—A Tale of Three Generations. September 10, 1885 – March 4, 1886.
- Blanche Le Clerq: A Tale of the Mountain Mines. September 2, 1886 – February 24, 1887.

Seriales publicados en The Pacific Empire:
- Shack-Locks: A Story of the Times. October 3, 1895 – March 26, 1896.
- Bijah's Surprises (later revised in manuscript form as Margaret Rudson, A Pioneer Story. Book one, April 2 – September 26, 1896; Book two, October 1 – December 31, 1896.
- The Old and the New. January 7 – December 30, 1897.